# Уши (село, Болгария)
Уши (болг. Уши) — село в Болгарии. Находится в Кюстендилской области, входит в общину Трекляно. Население составляет 32 человека.

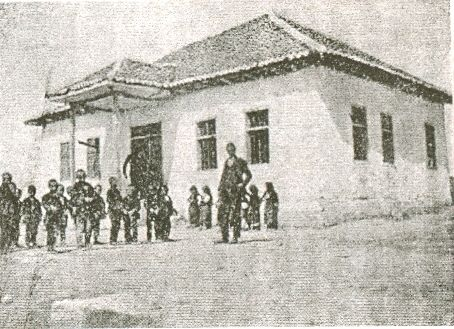

## Политическая ситуация
Уши подчиняется непосредственно общине и не имеет своего кмета.
Кмет (мэр) общины Трекляно — Камен Стойнев Арсов (Болгарская социалистическая партия (БСП)) по результатам выборов в правление общины.

## Население
Население достигло максимума в 30—40-х годах XX века, после чего постоянно сокращается:
- 1880: 333 жителя
- 1900: 378 жителей
- 1926: 124 жителя
- 1934: 489 жителей
- 1946: 434 жителя
- 1956: 324 жителя
- 1965: 227 жителей
- 1975: 137 жителей
- 1978: 124 жителя
- 1984: 90 жителей
- 2010: 32 жителя